# Grand Bell Awards
Los Premios Grand Bell (en inglés: Grand Bell Awards; en Hangul: - daejongsang yeonghwajae) son unos premios cinematográficos surcoreanos.

## Historia
El festival ha sido desde sus inicios en 1962 patrocinado por el Ministerio de Cultura e Información. Los premios dejaron de darse en 1969, pero en 1972 volvieron a retomarse gracias a la creación de la "Korea Motion Picture Promotion Association", en un esfuerzo por estimular la entonces maltrecha industria cinematográfica.
Aunque el festival ha estado marcado por la controversia, acusaciones de sobornos y presiones políticas, los Premios Grand Bell mantienen el prestigio por ser los premios más antiguos otorgados en Corea del Sur, considerándolos el equivalente coreano de los Oscar. 

## Mejor película
| Año  | Título                                              | Título (coreano)                                    | Transliteración                                     | Director                                            |
| ---- | --------------------------------------------------- | --------------------------------------------------- | --------------------------------------------------- | --------------------------------------------------- |
| 1962 | King Yeonsan                                        | 연산군                                              | Yeonsangun                                          | Shin Sang-ok                                        |
| 1963 | The Memorial Gate for Virtuous Women                | 열녀문                                              | Yeolnyeomun                                         | Shin Sang-ok                                        |
| 1964 | Bloodline                                           | 혈맥                                                | Hyeolmaek                                           | Kim Soo-yong                                        |
| 1965 | Deaf Sam-yong                                       | 벙어리 삼룡이                                       | Beongeori Samryongi                                 | Shin Sang-ok                                        |
| 1966 | The Sea Village                                     | 갯마을                                              | Gaetmaeul                                           | Kim Soo-yong                                        |
| 1967 | Coming Back                                         | 귀로                                                | Gwiro                                               | Lee Man-hui                                         |
| 1968 | King Daewon                                         | 대원군                                              | Daewongun                                           | Shin Sang-ok                                        |
| 1969 | No hay premiación                                   | No hay premiación                                   | No hay premiación                                   | No hay premiación                                   |
| 1970 | No hay premiación                                   | No hay premiación                                   | No hay premiación                                   | No hay premiación                                   |
| 1971 | No hay premiación                                   | No hay premiación                                   | No hay premiación                                   | No hay premiación                                   |
| 1972 | Patriotic Martyr An Jung-gun                        | 의사 안중근                                         | Uisa Ahn Jung-geun                                  | Joo Dong-jin                                        |
| 1973 | The General in Red Robes                            | 홍의 장군                                           | Hongui janggun                                      | Lee Doo-yong                                        |
| 1974 | The Land                                            | 토지                                                | Toji                                                | Kim Soo-yong                                        |
| 1975 | Flame                                               | 불꽃                                                | Bulggot                                             | Yu Hyun-mok                                         |
| 1976 | Mother                                              | 어머니                                              | Omoni                                               | Im Won-shik                                         |
| 1977 | Diary of Korean-Japanese War                        | 난중일기                                            | Nanjung Ilgi                                        | Jang Il-ho                                          |
| 1978 | Police Story                                        | 경찰관                                              | Gyeongchalgwan                                      | Lee Doo-yong                                        |
| 1979 | The Hidden Hero                                     | 깃발없는 기수                                       | Gitbalomneun Gisu                                   | Im Kwon-taek                                        |
| 1980 | The Son of Man                                      | 사람의 아들                                         | Salamui adeul                                       | Yu Hyun-mok                                         |
| 1981 | Invited People                                      | 초대받은 성웅들                                     | Chodaebadeun saramdeul                              | Choe Ha-won                                         |
| 1982 | Come Unto Down                                      | 낮은 데로 임하소서                                  | Natun Daero Imhasoso                                | Lee Jang-ho                                         |
| 1983 | Mulleya Mulleya                                     | 여인잔혹사 물레야 물레야                            | Yeoinjanhoksa Mulleya Mulleya                       | Lee Doo-yong                                        |
| 1984 | Adultery Tree                                       | 자녀목                                              | Janyomok                                            | Chong Jin-u                                         |
| 1985 | The Mother                                          | 어미                                                | Omi                                                 | Park Cheol-su                                       |
| 1986 | Pillar of Mist                                      | 안개기둥                                            | Angae Gidung                                        | Park Cheol-su                                       |
| 1987 | Diary of King Yeonsan                               | 연산일기                                            | Yeonsan Ilgi                                        | Im Kwon-taek                                        |
| 1988 | No hay premiación                                   | No hay premiación                                   | No hay premiación                                   | No hay premiación                                   |
| 1989 | Come Come Come Upward                               | 아제아제 바라아제                                   | Aje Aje Bara Aje                                    | Im Kwon-taek                                        |
| 1990 | All That Falls Has Wings                            | 추락하는 것은 날개가 있다                           | Churakhaneun geosheun nalgaega itda                 | Chang Gil-soo                                       |
| 1991 | Passion Portrait                                    | 젊은날의 초상                                       | Jeolmeun nalui chosang                              | Kwak Ji-kyoon                                       |
| 1992 | Fly High Run Far                                    | 개벽                                                | Gaebyeok                                            | Im Kwon-taek                                        |
| 1993 | La cantante de Pansori                              | 서편제                                              | Seopyeonje                                          | Im Kwon-taek                                        |
| 1994 | The Story of Two Women                              | 두 여자 이야기                                      | Duyeoja iyagi                                       | Lee Jung-Kook                                       |
| 1995 | The Eternal Empire                                  | 영원한 제국                                         | Yeongwonhan jegug                                   | Park Jong-won                                       |
| 1996 | Henequen                                            | 애니깽                                              | Henequen                                            | Kim Ho-sun                                          |
| 1997 | The Contact                                         | 접속                                                | Cheob-sok                                           | Chang Yoon-hyun                                     |
| 1998 | No hay premiación por la crisis financiera asiática | No hay premiación por la crisis financiera asiática | No hay premiación por la crisis financiera asiática | No hay premiación por la crisis financiera asiática |
| 1999 | Spring in My Hometown                               | 아름다운 시절                                       | Areumdawoon sheejul                                 | Kwangmo Lee                                         |
| 2000 | Peppermint Candy                                    | 박하사탕                                            | Bakha satang                                        | Lee Chang-dong                                      |
| 2001 | Joint Security Area (JSA)                           | 공동경비구역JSA                                     | Gongdong gyeongbi guyeok JSA                        | Park Chan-wook                                      |
| 2002 | Sang Woo y su abuela                                | 집으로...                                           | Jibeuro                                             | Lee Jeong-hyang                                     |
| 2003 | Memories of Murder                                  | 살인의 추억                                         | Salinui chueok                                      | Bong Joon-ho                                        |
| 2004 | Primavera, verano, otoño, invierno... y primavera   | 봄여름가을겨울그리고봄                              | Bom yeoreum gaeul gyeoul geurigo bom                | Kim Ki-duk                                          |
| 2005 | Marathon                                            | 말아톤                                              | Marathon                                            | Jung Yoon-chul                                      |
| 2006 | The King and the Clown                              | 왕의 남자                                           | Wang-ui namja                                       | Lee Joon-ik                                         |
| 2007 | Family Ties                                         | 가족의 탄생                                         | Gajokeui tansaeng                                   | Kim Tae-Yong                                        |
| 2008 | The Chaser                                          | 추격자                                              | Chugyeogja                                          | Na Hong-jin                                         |
| 2009 | The Divine Weapon                                   | 신기전                                              | Shin ge jeon                                        | Kim Yu-jin                                          |
| 2010 | Poesía                                              | 시                                                  | Shi                                                 | Lee Chang-dong                                      |
| 2011 | The Front Line                                      | 고지전                                              | Gojijeon                                            | Jang Hoon                                           |
| 2012 | Masquerade                                          | 광해:왕이 된 남자                                   | Gwanghae: Wangyidoen Namja                          | Choo Chang-min                                      |
| 2013 | The Face Reader                                     | 관상                                                | Gwansang                                            | Han Jae-rim                                         |
| 2014 | Roaring Currents                                    | 명량                                                | Myeong-ryang                                        | Kim Han-min                                         |
| 2015 | Oda a mi padre                                      | 국제시장                                            | Gukjesijang                                         | JK Youn                                             |
| 2016 | Inside Men                                          | 내부자들                                            | Naeboojadeul                                        | Woo Min-ho                                          |
| 2017 | A Taxi Driver (Los héroes de Gwangju)               | 택시運轉士                                          | Taeksi Woonjunsa                                    | Jang Hoon                                           |
| 2018 | Burning                                             | 버닝                                                | Buh-ning                                            | Lee Chang-Dong                                      |
| 2019 | Parásitos                                           | 기생충                                              | Gisaengchung                                        | Bong Joon-ho                                        |
| 2020 | Pandemia COVID-19                                   | Pandemia COVID-19                                   | Pandemia COVID-19                                   | Pandemia COVID-19                                   |
| 2021 | Pandemia COVID-19                                   | Pandemia COVID-19                                   | Pandemia COVID-19                                   | Pandemia COVID-19                                   |
| 2022 | Decision to Leave                                   | 헤어질 결심                                         | Heojil gyeolsim                                     | Park Chan-wook                                      |

## Mejor director
| Año  | Director          | Hangul | Título (inglés)                                  | Título (coreano)          | Transliteración                     |
| ---- | ----------------- | ------ | ------------------------------------------------ | ------------------------- | ----------------------------------- |
| 1962 | Shin Sang-ok      | 신상옥 | The Houseguest and My Mother                     | 사랑방 손님과 어머니      | Sarangbang Sonnimgua Omoni          |
| 1963 | Yu Hyun-mok       | 유현목 | Freely Given                                     | 아낌없이 주련다           | Aggimeobshi juryeonda               |
| 1964 | Lee Man-hee       | 이만희 | The Marines Who Never Returned                   | 돌아오지 않는 해병        | Doraoji anneun haebyong             |
| 1965 | Shin Sang-ok      | 신상옥 | Deaf Sam-yong                                    | 벙어리 삼룡이             | Beongeori Samryongi                 |
| 1966 | Yu Hyun-mok       | 유현목 | Martyr                                           | 순교자                    | Sungyoja                            |
| 1967 | Kim Soo-yong      | 이수용 | Mist                                             | 안개                      | Angae                               |
| 1968 | Shin Sang-ok      | 신상옥 | Prince Daewon                                    | 대원군                    | Daewongun                           |
| 1969 | -                 | -      | -                                                | -                         | -                                   |
| 1970 | -                 | -      | -                                                | -                         | -                                   |
| 1971 | Yu Hyun-mok       | 유현목 | Bun-Rye's Story                                  | 분례기                    | Bunryegi                            |
| 1972 | Shin Sang-ok      | 신상옥 | Last Battle in Pyeongyang                        | 평양폭격대                | Pyeongyang pokgyeokdae              |
| 1973 | Choi Hun          | 최훈   | Narcissus                                        | 수선화                    | Suseonhwa                           |
| 1974 | Kim Soo-yong      | 김수용 | The Land                                         | 토지                      | Toji                                |
| 1975 | Lee Man-hee       | 이만희 | The Road to Sampo                                | 삼포가는 길               | Sampoganeun kil                     |
| 1976 | Seol Tae-ho       | 설태호 | The Secret of Wonsan                             | 원산공작                  | Wonsan gongjak                      |
| 1977 | Choi In-hyeon     | 최인현 | Concentration                                    | 집념                      | Jibnyeon                            |
| 1978 | Im Kwon-taek      | 임권택 | The Genealogy                                    | 족보                      | Jokbo                               |
| 1979 | Jung Jin-woo      | 정진우 | I Saw the Wild Ginseng                           | 심봤다                    | Shimbwatda                          |
| 1980 | Lee Jang-ho       | 이장호 | A Fine, Windy Day                                | 바람불어 좋은날           | Balambuleo joheun nal               |
| 1981 | Im Kwon-taek      | 임권택 | Mandala                                          | 만다라                    | Mandala                             |
| 1982 | Lee Jang-ho       | 이장호 | Take Care of the Weak and Poor or Come Unto Down | 낮은데로 임하소서         | Natun Daero Imhasoso                |
| 1983 | Lee Doo-yong      | 이두용 | Mulleya Mulleya                                  | 여인잔혹사 물레야 물레야  | Yeoinjanhoksa Mulleya Mulleya       |
| 1984 | Jung Jin-woo      | 정진우 | Adultery Tree                                    | 자녀목                    | Janyeomok                           |
| 1985 | Bae Chang-ho      | 배창호 | Deep Blue Night                                  | 깊고 푸른밤               | Gipgo puleun bam                    |
| 1986 | Im Kwon-taek      | 임권택 | Ticket                                           | 티켓                      | Tiket                               |
| 1987 | Im Kwon-taek      | 임권택 | Diary of King Yeonsan                            | 연산일기                  | Yeonsan Ilgi                        |
| 1988 | -                 | -      | -                                                | -                         | -                                   |
| 1989 | Kim Ho-sun        | 김호선 | Rainbow Over Seoul                               | 서울 무지개               | Seoul mujigae                       |
| 1990 | Chang Gil-soo     | 장길수 | All That Falls Has Wings                         | 추락하는 것은 날개가 있다 | Churakhaneun geosheun nalgaega itda |
| 1991 | Kwak Ji-kyoon     | 곽지균 | Passion Portrait                                 | 젊은날의 초상             | Jeolmeun nalui chosang              |
| 1992 | Kim Ho-sun        | 김호선 | Death Song                                       | 사의 찬미                 | Saui Chanmi                         |
| 1993 | Im Kwon-taek      | 임권택 | Sopyonje                                         | 서편제                    | Sopyonje                            |
| 1994 | Jang Sun-woo      | 장선우 | Passage to Buddha or The Avatamska Sutra         | 화엄경                    | Hwaomkyung                          |
| 1995 | Park Jong-won     | 박종원 | The Eternal Empire                               | 영원한 제국               | Yeongwonhan Jeguk                   |
| 1996 | Kim Ho-sun        | 김호선 | Henequen                                         | 애니깽                    | Henikkeng                           |
| 1997 | Chung Ji-young    | 정지영 | Blackjack                                        | 블랙잭                    | Beuraekjaek                         |
| 1998 | -                 | -      | -                                                | -                         | -                                   |
| 1999 | Lee Kwang-mo      | 이광모 | Spring in My Hometown                            | 아름다운 시절             | Areumdawoon shijul                  |
| 2000 | Lee Chang-dong    | 이창동 | Peppermint Candy                                 | 박하사탕                  | Bakha satang                        |
| 2001 | Han Ji-seung      | 한지승 | A Day                                            | 하루                      | Haru                                |
| 2002 | Song Hae-sung     | 송해성 | Failan                                           | 파이란                    | Pairan                              |
| 2003 | Bong Joon-ho      | 봉준호 | Memories of Murder                               | 살인의 추억               | Salinui chueok                      |
| 2004 | Park Chan-wook    | 박찬욱 | Oldboy                                           | 올드보이                  | Oldeuboi                            |
| 2005 | Song Hae-sung     | 송해성 | Rikidōzan                                        | 역도산                    | Yeokdosan                           |
| 2006 | Lee Joon-ik       | 이준익 | King and the Clown                               | 왕의 남자                 | Wang-ui namja                       |
| 2007 | Bong Joon-ho      | 봉준호 | The Host                                         | 괴물                      | Gwoemul                             |
| 2008 | Na Hong-jin       | 나홍진 | The Chaser                                       | 추격자                    | Chugyeokja                          |
| 2009 | Kim Yong-hwa      | 김용화 | Take Off                                         | 국가대표                  | Gukga daepyo                        |
| 2010 | Kang Woo-suk      | 강우석 | Moss                                             | 이끼                      | Iggi                                |
| 2011 | Kang Hyeong-cheol | 강형철 | Sunny                                            | 써니                      | Sseoni                              |
| 2012 | Choo Chang-min    | 추창민 | Masquerade                                       | 광해:왕이 된 남자         | Gwanghae: Wangyidoen Namja          |
| 2013 | Han Jae-rim       | 한재림 | The Face Reader                                  | 관상                      | Gwansang                            |
| 2014 | Kim Seong-hun     | 김성훈 | A Hard Day                                       | 끝까지 간다               | Kkeutkkaji Ganda                    |
| 2015 | Yoon Je-kyoon     | 윤제균 | Ode to My Father                                 | 국제시장                  | Gukjesijang                         |
| 2016 | Woo Min-ho        | 우민호 | Inside Men                                       | 내부자들                  | Naebujadeul                         |
| 2017 | Lee Joon-ik       | 이준익 | Anarchist from Colony                            | 박열                      | Park Yeol                           |
| 2018 | Jang Joon-hwan    | 장준환 | 1987: When the Day Comes                         | 1987                      | 1987                                |
| 2019 | Bong Joon-ho      | 봉준호 | Parasite                                         | 기생충                    | Gisaengchung                        |
| 2020 | -                 | -      | -                                                | -                         | -                                   |
| 2021 | -                 | -      | -                                                | -                         | -                                   |
| 2022 | Byun Sung-hyun    | 변성현 | Kingmaker                                        | 킹메이커                  | Kingmeikeo                          |

## Mejor Actor
| Año  | Actor           | Hangul | Película (Inglés)             | Película (coreano)       | Transliteración                      |
| 1999 | Choi Min-sik    | 최민식 | Shiri                         | 쉬리                     | Swiri                                |
| 2000 | Choi Min-soo    | 최민수 | Phantom: The Submarine        | 유령                     | Yu Ryeong                            |
| 2001 | Song Kang-ho    | 송강호 | Joint Security Area           | 공동경비구역 JSA         | Gongdong Gyeongbi Guyeok JSA         |
| 2002 | Sol Kyung-gu    | 설경구 | Public Enemy                  | 공공의 적                | Gonggongui Jeog                      |
| 2003 | Song Kang-ho    | 송강호 | Memories of Murder            | 살인의 추억              | Salinui Chueok                       |
| 2004 | Choi Min-sik    | 최민식 | Oldboy                        | 올드보이                 | Oldeuboi                             |
| 2005 | Cho Seung-woo   | 조승우 | Marathon                      | 말아톤                   | Maraton                              |
| 2006 | Kam Woo-sung    | 감우성 | King and the Clown            | 왕의남자                 | Wang-ui Namja                        |
| 2007 | Ahn Sung-ki     | 안성기 | Radio Star                    | 라디오 스타              | Radio Seuta                          |
| 2008 | Kim Yoon-seok   | 김윤석 | The Chaser                    | 추격자                   | Chugyeogja                           |
| 2009 | Kim Myung-min   | 김명민 | Closer to Heaven              | 내 사랑 내 곁에          | Nae sarang nae gyeotae               |
| 2010 | Won Bin         | 원빈   | The Man from Nowhere          | 아저씨                   | Ajeossi                              |
| 2011 | Park Hae-il     | 박해일 | War of the Arrows             | 최종병기 활              | Choejongbyeonggi Hwal                |
| 2012 | Lee Byung-hun   | 이병헌 | Masquerade                    | 광해:왕이 된 남자        | Gwanghae: Wangyidoen Namja           |
| 2013 | Ryu Seung-ryong | 류승룡 | Miracle in Cell No. 7         | 7번방의 선물             | 7beonbangui Seonmul                  |
| 2013 | Song Kang-ho    | 송강호 | The Face Reader               | 관상                     | Gwansang                             |
| 2014 | Choi Min-sik    | 최민식 | The Admiral: Roaring Currents | 명량                     | Myeongryang                          |
| 2015 | Hwang Jung-min  | 황정민 | Ode to My Father              | 국제시장                 | Gukjesijang                          |
| 2016 | Lee Byung-hun   | 이병헌 | Inside Men                    | 내부자들                 | Naebujadeul                          |
| 2017 | Sol Kyung-gu    | 설경구 | The Merciless                 | 불한당: 나쁜 놈들의 세상 | Bulhandang: Nabbeun Nomdeului Sesang |
| 2018 | Hwang Jung-min  | 황정민 | The Spy Gone North            | 공작                     | Gongjak                              |
| 2018 | Lee Sung-min    | 이성민 | The Spy Gone North            | 공작                     | Gongjak                              |
| 2019 | Lee Byung-hun   | 이병헌 | Ashfall                       | 백두산                   | baekdusan                            |
| 2020 | -               | -      | -                             | -                        | -                                    |
| 2021 | -               | -      | -                             | -                        | -                                    |
| 2022 | Park Hae-il     | 박해일 | Decision to Leave             | 헤어질 결심              | Heojil gyeolsim                      |

## Mejor Actriz
| Año  | Actriz         | Hangul | Película (Inglés)          | Película (coreano)   | Transliteración             |
| 1999 | Shim Eun-ha    | 심은하 | Art Museum by the Zoo      | 미술관 옆 동물원     | Misulgwan yup dongmulwon    |
| 2000 | Jeon Do-yeon   | 전도연 | The Harmonium in My Memory | 내 마음의 풍금       | Nae Maeumui Pongkeum        |
| 2001 | Ko So-young    | 고소영 | A Day                      | 하루                 | Haru                        |
| 2002 | Jun Ji-hyun    | 전지현 | My Sassy Girl              | 엽기적인 그녀        | Yeopgijeogin Geunyeo        |
| 2003 | Lee Mi-yeon    | 이미연 | Addicted                   | 중독                 | Jungdok                     |
| 2004 | Moon So-ri     | 문소리 | A Good Lawyer's Wife       | 바람난 가족          | Baramnan Kajok              |
| 2005 | Kim Hye-soo    | 김혜수 | Hypnotized                 | 얼굴없는 미녀        | Eolguleobtneun Minyeo       |
| 2006 | Jeon Do-yeon   | 전도연 | You Are My Sunshine        | 너는 내 운명         | Neoneun Nae Unmyeong        |
| 2007 | Kim Ah-joong   | 김아중 | 200 Pounds Beauty          | 미녀는 괴로워        | Minyeoneun Goerowo          |
| 2008 | Kim Yun-jin    | 김윤진 | Seven Days                 | 세븐 데이즈          | Se-beun De-i-jeu            |
| 2009 | Soo Ae         | 수애   | Sunny                      | 님은 먼곳에          | Nimeun Meongose             |
| 2010 | Yoon Jeong-hee | 윤정희 | Poetry                     | 시                   | Shi                         |
| 2011 | Kim Ha-neul    | 김하늘 | Blind                      | 블라인드             | Beulraindeu                 |
| 2012 | Jo Min-su      | 조민수 | Pietà                      | 피에타               | Pietà                       |
| 2013 | Uhm Jung-hwa   | 엄정화 | Montage                    | 몽타주               | Mongtaju                    |
| 2014 | Son Ye-jin     | 손예진 | The Pirates                | 해적: 바다로 간 산적 | Haejeok: Badaro Gan Sanjeok |
| 2015 | Jun Ji-hyun    | 전지현 | Assassination              | 암살                 | Amsal                       |
| 2016 | Son Ye-jin     | 손예진 | The Last Princess          | 덕혜옹주             | Deokhye-ongju               |
| 2017 | Choi Hee-seo   | 최희서 | Anarchist from Colony      | 박열                 | Park Yeol                   |
| 2018 | Na Moon-hee    | 나문희 | I Can Speak                | 아이 캔 스피크       | Ai Kaen Seupikeu            |
| 2019 | Jung Yu-mi     | 정유미 | Kim Ji-young: Born 1982    | 82년생 김지영        | 82 Nyeonsaeng Gim Jiyeong   |
| 2020 | -              | -      | -                          | -                    | -                           |
| 2021 | -              | -      | -                          | -                    | -                           |
| 2022 | Yum Jung-ah    | 염정아 | Life Is Beautiful          | 인생은 아름다워      | Insaeng-eun Aleumdawo       |